# Apristurus herklotsi
Espèce
Répartition géographique
Statut de conservation UICN

 DD  : Données insuffisantes
Apristurus herklotsi est une espèce de requins.